# Mürzzuschlag (distrikt)
Mürzzuschlag  var ett distrikt i förbundslandet Steiermark i Österrike. Det slogs den 1 januari 2013 samman med distriktet Bruck an der Mur och bildade det nya distriktet Bruck-Mürzzuschlag.
Distriktet bestod av 16 kommuner, varav två stadskommuner och fem köpingskommuner:
Stadskommuner (Stadtgemeinden):
- Kindberg
- Mürzzuschlag

Köpingskommuner (Marktgemeinden):
- Krieglach
- Langenwang
- Mitterdorf im Mürztal
- Neuberg an der Mürz
- Veitsch

Kommuner (Gemeinden):

- Allerheiligen im Mürztal
- Altenberg an der Rax
- Ganz
- Kapellen
- Mürzhofen
- Mürzsteg
- Spital am Semmering
- Stanz im Mürztal
- Wartberg im Mürztal